# O Amor Natural (filme)
O Amor Natural é um filme holandês do gênero documentário de 1996, dirigido pela cineasta Heddy Honigmann e baseado no livro homônimo de Carlos Drummond de Andrade. 
O filme usa como cenário o Rio de Janeiro, onde pessoas comuns e artistas como Joana Fomm, Sérgio Viotti e Maria Clara Machado declamam os poemas eróticos de Drummond e falam sobre a sexualidade.